# Spio multioculata
Spio multioculata är en ringmaskart som först beskrevs av Rioja 1918.  Spio multioculata ingår i släktet Spio och familjen Spionidae. Arten har ej påträffats i Sverige. Inga underarter finns listade i Catalogue of Life.